# Costa Central
Costa Central ((em inglês: Central Coast) é uma região urbana australiana do estado de Nova Gales do Sul. Está localizada na costa ao norte de Sydney e ao sul do Lago Macquarie.
A região tem uma população de aproximadamente 321Costa Centralmil habitantes, sendo a terceira área urbana mais povoada do estado, e a nona do país. As cidades de Gosford e Wyong Shire são os principais municípios.
A cantora australiana Natalie Imbruglia nasceu em Central Coast. O time de futebol Central Coast Mariners FC é o principal clube da região.